# Taiyo Nonomura
Taiyo Nonomura (1 juli 2001) is een Japanse langebaanschaatser.

## Records

### Persoonlijke records
| Afstand     | Tijd     | Datum            | Baan           |
| ----------- | -------- | ---------------- | -------------- |
| 500 meter   | 34,87    | 2 februari 2025  | Milwaukee      |
| 1000 meter  | 1.06,68  | 21 januari 2024  | Salt Lake City |
| 1500 meter  | 1.43,63  | 4 december 2021  | Salt Lake City |
| 3000 meter  | 3.51,10  | 21 november 2020 | Hachinohe      |
| 5000 meter  | 6.50,83  | 4 november 2017  | Obihiro        |
| 10000 meter | 14.44,16 | 3 november 2017  | Obihiro        |

(laatst bijgewerkt: 2 februari 2025)

## Resultaten
| Jaar | WK Afstanden        | Wereldbeker                  |
| ---- | ------------------- | ---------------------------- |
| 2022 |                     | 9e 1000m 8e 1500m            |
| 2023 | 11e 1500m           | 34e 500m 19e 1000m 12e 1500m |
| 2024 | 11e 1000m 18e 1500m | 7e 1000m 10e 1500m           |
| 2025 | 24e 1500m           | 53e 500m 12e 1000m 9e 1500m  |